# دیمیترا پانتلیادو
دیمیترا پانتلیادو (انگلیسی: Dimitra Panteliadou؛ زادهٔ ۱۵ فوریهٔ ۱۹۸۶) بازیکن فوتبال اهل یونان است.
وی همچنین در تیم ملی فوتبال Greece بازی کرده‌است.